# Silvinei Vasques
Silvinei Vasques (Ivaiporã, 1975) é um administrador e ex-policial brasileiro. Foi diretor-geral da Polícia Rodoviária Federal (PRF) entre 7 de abril de 2021 e 20 de dezembro de 2022. Desde 07 de janeiro de 2025 é Secretário de Desenvolvimento Econômico e Inovação de São José, em Santa Catarina.
Integrou a PRF de 1995 até 2023, quando se aposentou. Na corporação, exerceu funções como a de superintendente em Santa Catarina e no Rio de Janeiro. Também foi secretário municipal de segurança pública de São José (Santa Catarina), durante a gestão do prefeito Elias Fernando Melquíades (PSL), e integrou o conselho da Empresa de Obras Públicas do Estado do Rio de Janeiro, por indicação do governador Wilson Witzel (PSC). Foi considerado pela imprensa como ligado ao PSL de Santa Catarina e visto dentro da PRF como um bolsonarista.
Em sua gestão como diretor-geral, a PRF estreitou seus laços com outras forças policiais, incluindo o Batalhão de Operações Policiais Especiais (BOPE) da Polícia Militar do Estado do Rio de Janeiro (PMERJ), e se envolveu em diversas polêmicas, como a chacina da Vila Cruzeiro, o assassinato de Genivaldo de Jesus, as operações policiais nas eleições de 2022 e as manifestações golpistas após a eleição de Luiz Inácio Lula da Silva (PT) como presidente.
Em razão do uso das forças da PRF, sob sua direção, para interferir nas eleições presidenciais de 2022 com o intuito de beneficiar o candidato à reeleição Jair Bolsonaro (PL), Vasques foi preso em agosto de 2023, durante uma operação da Polícia Federal que investigou as blitzes realizadas durante o 2º turno das eleições de 2022, e condenado por improbidade administrativa em 2025.

## Formação acadêmica
É graduado em ciências econômicas pela Universidade Federal de Santa Catarina (UFSC) e direito pela Universidade do Vale do Itajaí (UNIVALI), administração de empresas pela Universidade do Estado de Santa Catarina (UDESC) e segurança pública pela Unisul. Se especializou em gestão organizacional pelo Centro Universitário de Maringá, se tornou Mestre em Administração pela Universidade Uniatlantico, na Espanha, e Doutor em Direito pela Universidade Católica de Santa Fé, na Argentina. Além disso, é especializado em grandes operações policiais e fez diversos cursos, como Escola da Swat, nos Estados Unidos.

## Processos administrativos disciplinares
Vasques se tornou alvo de atenções após envolvimento com diversas polêmicas em torno da atuação da força policial. No fim dos anos 90, foi denunciado no Ministério Público Federal por participar de esquema de cobrança de propina para empresas de guincho que atuavam na BRs 101 e 280, em Santa Catarina. O caso prescreveu sem que fosse julgado. Além das propinas, que podiam chegar até 40% do valor dos serviços, Vasques ameaçou dar um tiro na testa de um dos acusantes por deixar de pagar o valor.
No ano 2000, Silvinei agrediu um frentista que trabalhava na cidade de Cristalina, Goiás, após o homem se recusar a lavar os carros usados por um grupo de policias rodoviários, do qual Silvinei fazia parte, por considerar de que o serviço não faz parte de suas obrigações. Vasques agrediu então o homem, dando socos no abdômen e nas costas do frentista, até que uma intervenção de outros trabalhadores do posto de gasolina o fez parar. O trabalhador fez em sequência uma denúncia do ocorrido. O processo se arrastou na Justiça de Goiás até 2012, quando houve a primeira condenação, em que a União foi obrigada à pagar vinte mil reais de indenização. No ano seguinte o valor foi ajustado para o valor atualizado de R$ 52.973,76. A União exigiu do agente o ressarcimento do valor, que o agente se recusou a pagar. Um processo foi aberto, que recusou em sua condenação em 2017, sendo obrigado à pagar R$ 71.142,83.
Em 2021, haviam 8 processos disciplinares contra ele na instituição, sendo que apenas um resultou em punições. A Polícia Rodoviária Federal impôs no mesmo ano um sigilo de 100 anos sobre processos administrativos disciplinares envolvendo o diretor. Solicitações de abertura das informações feitas por veículos de imprensa, com base na Lei de Acesso à Informação, foram rejeitados pelo então ministro da Justiça de Segurança Pública, Anderson Torres.
Durante seu período na direção-geral, Wendel Benevides Matos, ex-corregedor da PRF, foi acusado pela Corregedoria-Geral da União (CGU) de esconder 23 denúncias contra Vasques.

## Operações policiais nas eleições gerais no Brasil em 2022
Em 2022, Vasques conduziu operações policiais no dia das eleições gerais de segundo turno, operação que havia sido proibida pelo Tribunal Superior Eleitoral no dia anterior. A operação foi mantida pelo diretor-geral após encaminhar um ofício às superintendências da PRF rejeitando a determinação, e afirmando que não significava nenhum impedimento efetivo. A PRF deu continuidade ao planejamento, resultando em operações stop que atingiram desproporcionalmente a região Nordeste do país, com o objetivo explícito de focar em veículos de transporte coletivo. A operação havia sido planejada no dia 19 de outubro, em reunião com a campanha do presidente Jair Bolsonaro e membros de forças armadas e policiais, entre elas a Polícia Rodoviária Federal, representada por Vasques.
No dia 30, Vasques havia feito publicações em suas redes sociais que demonstravam apoio ao candidato derrotado Jair Bolsonaro.
Em 20 de junho de 2023, Vasques foi convocado para depor na primeira oitiva da CPMI do Golpe. Lá, afirmou que a PRF havia sido injustiçada ao ser acusada de realizar as operações de blitz no Nordeste durante as eleições. De acordo com ele, seria impossível de arquitetar uma operação de crime eleitoral envolvendo todos os membros da corporação sem deixar rastros, e não há provas que alguém tenha deixado de votar por causa da PRF. Também negou que a PRF tenha sido leniente durante os bloqueios de estradas bolsonaristas após as eleições. Também, de acordo com Vasques, o planejamento das fiscalizações ocorreu no Ministério da Justiça.
A CPMI obteve mensagens mostrando que Silvinei estava aliviado por não ser preso após seu depoimento ao TSE e que a corporação estaria apoiando Bolsonaro no segundo turno da eleição. Sua defesa alegou que houve vazamento de mensagens que não estavam relacionadas à investigação. Em 3 de outubro, sua quebra de sigilo foi revogada pelo ministro do STF Nunes Marques, afirmando que o pedido da CPMI era amplo e genérico, e que “não há situação concreta relacionada ao impetrante que legitime a suspeita de que ele teria cometido ilícitos ligados aos eventos de 8 de Janeiro”. Em 6 de outubro, a CPMI pediu que a decisão fosse revista pelo próprio ministro.
Após sua prisão, a relatora da CPMI, senadora Eliziane Gama (PSD-MA), propôs a votação para uma nova convocação de Vasques.
De acordo com Camila Bonfim, no G1, investigadores ofereceram uma delação premiada para Vasques.
Em 9 de outubro, sua defesa acionou a CGU por vazamento de informações. Vasques teria se negado a assinar uma investigação feita pela CGU, mas sua defesa alega que ele não assinou pois precisaria abrir um link na internet e não o fez por estar preso.

## Atuação nas manifestações golpistas após as eleições de 2022
No dia da paralisação, a Polícia Rodoviária Federal (PRF) acionou a Advocacia-Geral da União (AGU) para garantir o fluxo das estradas, mas a AGU respondeu que a PRF poderia agir sem autorização do órgão. A PRF divulgou nota dizendo que "adotou todas as providências para o retorno da normalidade do fluxo", e que está priorizando o diálogo para garantir o direito de manifestação.
Diversos vídeos foram divulgados onde os policiais diziam que não fariam nada sobre o bloqueio. Em um, o policial afirma que a ordem era apenas acompanhar as manifestações. Vídeos circulam de policiais rodoviários federais se aliando com os manifestantes. Jornais denunciam que o tom dos policiais é de leniência.
O Supremo Tribunal Federal (STF) ordenou, porém, que a PRF desbloqueasse imediatamente as estradas, sob pena de 100 mil reais por hora a Silvinei Vasques. O ministro Alexandre de Moraes emitiu uma nota na segunda-feira, dia 31, instando a Polícia Rodoviária Federal a tomar "todas as medidas necessárias e suficientes" para abrir as vias. A determinação cita a postura "omissa" e "inerte" de Vasques. O ofício afirma da possibilidade de afastamento do diretor caso descumpra a determinação. Além da PRF, o presidente do Tribunal Superior Eleitoral (TSE) demanda a colaboração das demais forças de segurança pública na desobstrução das rodovias.
A diretoria da PRF passou a afirmar que não enviou nenhuma ordem de apoio e que procedimentos serão abertos para apurar os casos de policiais que assim o fizeram. Os policiais, no entanto, não foram afastados, pela organização entender que precisa do máximo de pessoas possível para atuar durante os protestos.
No domingo, 6 de novembro, Vasques, admitiu, em um ofício ao STF, ter mobilizado mais agentes para as operações policiais no segundo turno das eleições, do que para o cumprimento das determinações de desbloqueio das estradas na segunda feira seguinte. Foram ao todo 4341 agentes mobilizados para as operações ilegais no domingo de eleição, que impactaram desproporcionalmente a região nordeste, comparados com os 2830 acionados no dia em que foram iniciados os bloqueios.
Em 16 de agosto de 2024, a PF indiciou Anderson Torres e Silvinei Vasques, por impedir o deslocamento de eleitores de Lula da região Nordeste para os locais de votação durante a eleição de 2022. Além deles, outros quatro policiais federais cedidos ao Ministério da Justiça também foram indiciados com base no artigo 359-P do Código Penal: Alfredo de Souza Lima Coelho Carrijo, Fernando de Sousa Oliveira, Leo Garrido de Salles Meira e Marília Ferreira de Alencar. A investigação da PF afirma que há indícios de que os indiciados atuaram para impedir o deslocamento dos eleitores.
Em 14 de agosto de 2025, Vasques foi condenado a pagar multa de 546,6 mil reais por usar o cargo ao pedir votos de forma irregular para o então presidente Jair Bolsonaro do Partido Liberal durante a campanha eleitoral de 2022.

## Processos e denúncias no Ministério Público Federal
No dia 9 de novembro, Silvinei Vasques e o Ministro da Justiça Anderson Torres foram convocados para prestar esclarecimento sobre as operações de blitz durante as eleições de 2022 na Câmara dos Deputados a pedido do deputado federal Ivan Valente (PSOL-SP), e no dia seguinte Silvinei passou a ser investigado pela Polícia Federal (PF) a pedido do Ministério Público Federal (MPF). No dia 11, o MPF pediu que a PF começasse a ouvir a alta cúpula da PRF. A investigação foi pedida por membros da 2.ª e da 7.ª Câmaras da Procuradoria Geral da República (PGR), e foi conduzida pela Superintendência da PF no Distrito Federal, abrangendo os pedidos de voto de Silvinei para Bolsonaro, prevaricação, violência política e omissão.
No dia 15 de novembro, em uma ação paralela à da PGR, o MPF do Rio de Janeiro pediu o afastamento de Vasques por 90 dias pelo uso indevido do cargo. Um dia depois, o Diretor-Geral da PRF entrou de férias. A PRF não soube informar a data de retorno de Vasques, que foi substituído por Marco Antônio Territo. No dia 18, o MPF pediu com urgência que a PRF informasse se as férias já estavam programadas. A PRF respondeu para a CNN que sim, mas não poderia enviar a documentação pelos dados de servidores estarem protegidos por sigilo. Com isso, seu pedido de afastamento ficou paralisado na 8ª Vara Federal do Rio de Janeiro, pelo entendimento que Vasques deveria apresentar sua contestação.
No dia 21 de novembro, o jornal Estado de S. Paulo revelou que a PRF usaria R$ 144 mil para custear o mestrado de Vasques em Alta Direção em Segurança Internacional no Centro Universitário da Guarda Civil da Espanha. O curso era remoto, mas ele faria viagens para Madri e Santiago, no Chile, para realizar três módulos presenciais. O processo estava sob sigilo, com o pedido feito pelo próprio Vasques dois meses antes e assinado pelo Diretor-Executivo substituto Daniel Souto, sem que houvesse um pedido formal no Ministério da Justiça. A PRF respondeu que "tem como uma de suas políticas o constante investimento na capacitação, desenvolvimento e aprimoramento de seu corpo de servidores, bem como a busca por intercâmbio de conhecimento e expertise com instituições parceiras, tanto no Brasil quanto no exterior", e que não havia pedido no Ministério da Justiça pelo processo ainda se encontrar em fase de instrução.
No dia 6 de dezembro o general Augusto Heleno nomeou Vasques e o Diretor-Geral da PF, Márcio Nunes de Oliveira, como integrantes da Comissão de Coordenação da Proteção ao Programa Nuclear Brasileiro. A nomeação aconteceu um dia após o término das férias de Vasques.
Em julho de 2023, o Tribunal de Contas da União (TCU) abriu uma investigação contra Vasques e outros envolvidos na interferência nas eleições, por pedido do subprocurador-geral Lucas Furtado e autorizada pelo ministro Benjamin Zymler. A ação foi inicialmente negada, mas foi reaberta devido às descobertas feitas pela CPMI do Golpe. A ação busca avaliar o prejuízo causado pela PRF e pode resultar na indenização à União, multa e perda de cargo.
Em 8 de agosto, foi preso preventivamente pela Operação Constituição Cidadã da PF por ordem de Alexandre de Moraes por suspeita de interferência na eleição presidencial de 2023. Vasques foi preso em Florianópolis e transferido para Brasília, e teve seu passaporte, celulares e computador apreendidos. Além de Silvinei, diversos outros diretores da PRF também foram alvos de busca e apreensão. Também foram abertos três processos administrativos disciplinares dentro da PRF para averiguar a conduta de Vasques. Na decisão, Moraes disse que a conduta narrada pela PF era “ilícita e gravíssima”. A defesa de Silvinei recorreu e pediu por sua liberdade, que foi negada por Moraes.
Após sua prisão, a defesa de Silvinei abriu diversos processos contra políticos, partidos, veículos de comunicação. Entre eles, estão Gleisi Hoffmann (PT), Ivan Valente (PSOL-SP) e André Janones (Avante-MG). Porém, as ações foram negadas por magistrados de diversos municípios pelo entendimento que presos não podem ser parte em processos nos Juizados Especiais Cíveis.
No dia seguinte da prisão de Vasques, foram abertas outras duas ações pelo TCU, a pedido da CPMI do Golpe e autorizadas pelo presidente Bruno Dantas. Está sendo debatida o bloqueio de seus bens por mau uso de dinheiro público.
O inquérito aberto pela Justiça Eleitoral do Distrito Federal (JE-DF)  foi unido ao aberto pelo STF, para evitar decisões conflitantes.
Em 23 de agosto de 2023, Charles Camaraense (Cidadania), prefeito de Cuité, processou Vasques por danos morais pelo ex-diretor da PRF ter afirmado que Camaraense mentiu ao afirmar que a instituição impediu que eleitores petistas votassem na eleição presidencial de 2022. Ele pede uma indenização de R$ 53 mil, e o processo corre na 2ª Vara Mista de Cuité.

## Exoneração
Em 20 de dezembro de 2022, foi publicada no Diário Oficial da União a exoneração de Silvinei da função de diretor-geral da PRF, em publicação assinada pelo ministro-chefe da casa civil, Ciro Nogueira. Três dias depois, o DOU publicou a concessão de sua aposentadoria, efetiva a partir do dia 21 anterior, atendendo ao seu pedido. Desta forma, o policial se aposentou aos 47 anos com vencimentos integrais, após 27 anos de contribuição. Embora as regras para aposentadoria tenham sido alteradas posteriormente, o servidor já tinha direito adquirido de aposentadoria pelas regras antigas, em que se exigiam 20 anos de contribuição sem idade mínima.
Flávio Dino, o Ministro da Justiça de Luiz Inácio Lula da Silva, nomeou Edmar Camata como o novo Diretor-Geral da PRF, porém seu nome foi contestado pela equipe de transição por ele ter sido um entusiasta da Operação Lava Jato e ter manifestado apoio a prisão de Lula nas redes sociais. No dia seguinte, Dino reverteu sua decisão e nomeou Antônio Fernando Oliveira em seu lugar. Oliveira, diferente de Camata, era um apoiador de Lula e amigo de Dino. Ele já foi diretor da superintendência da PRF no Maranhão e foi apontado como um perfil técnico com larga experiência pela equipe de transição.

## Depoimento
Em 19 de junho de 2024, Silvinei prestou depoimento como testemunha num processo de homicídio no Rio de Janeiro. O depoimento ocorreu em uma sessão do tribunal do júri na Justiça Federal em São João de Meriti, na Baixada Fluminense. Silvinei foi ouvido por videoconferência na condição de testemunha acusação. Ele participou de tiroteio com traficantes que furaram blitz na Via Dutra. Os crimes ocorreram durante um intenso tiroteio entre traficantes e agentes da PRF que faziam uma blitz na mesma via, na altura de Nova Iguaçu, Baixada Fluminense, na noite de 16 de novembro de 2018. Um confronto resultou na morte de um motorista de ônibus que passava pelo local. A sessão do tribunal do júri era para julgar Alex Francisco Moura dos Santos, um dos criminosos. Alex respondia pela morte do motorista de ônibus Carlos Alberto de Araújo, então com 52 anos, e pela tentativa de homicídio de outras quatro pessoas, entre elas três agentes da PRF. Ao fim da sessão, Alex Francisco Moura dos Santos foi condenado a 14 anos de prisão. Como já estava preso há mais de 5 anos, o restante da pena foi convertido em uso de tornozeleira eletrônica e recolhimento domiciliar noturno.

## Wikipédia
Em 13 de novembro de 2022, a Diretoria de Inteligência da PRF enviou um ofício à enciclopédia livre Wikipédia pedindo a exclusão da página sobre Silvinei Vasques e a identificação dos responsáveis pela edição para "avaliação de eventuais medidas a serem adotadas". O documento afirma que houve "exposição indevida" da corporação e do seu "dirigente máximo".

## Condecorações
- Medalha de Ordem ao Mérito (2022)[65]